# Synanthedon nyanga
Synanthedon nyanga là một loài bướm đêm thuộc họ Sesiidae. Nó được biết đến ở Gabon.